# Општина Вултурешти (Сучава)
Вултурешти (рум. Vultureşti) општина је у Румунији у округу Сучава.
Oпштина се налази на надморској висини од 279 m.